# Miros

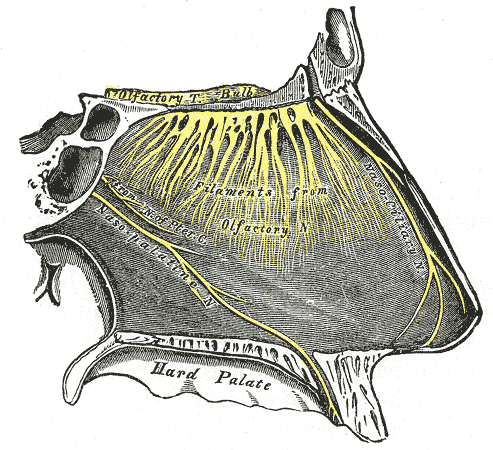
Regiunea olfactivă din nasul omului

Mirosul (latină olfactus) este capacitatea de a recepționa și interpreta cu ajutorul receptorilor chimici sau cu ajutorul receptorilor olfactivi care în cea mai mare parte se găsesc în nas. 

## Importanța mirosului
Este considerat de unii în mod fals că mirosul ar fi mai puțin important că și văzul, auzul sau simțul tactil. S-a demonstrat că mirosul este de 10.000 de ori mai sensibil decât gustul. Animalele folosesc mirosul, în lupta de supraviețuire a speciilor, ca vânător sau ca vânat. Astfel mirosul le ajută să găsească și să identifice hrana, simt apropierea dușmanului, pe bază lui se stabilește ierarhia în grup, sau joacă un rol important la găsirea partenerului apt de reproducție. Cu ajutorul simțului mirosului percepe masculul semnalele olfactive emise de femelele care sunt în călduri. Nu demult au fost descoperiți feromonii substanțe mirositoare cu ajutorul cărora se emit semnale și care pot fi percepute de partener în diluții foarte mari. Oamenii nu au feromoni.
Prin semnale olfactive marchează un animal teritoriul său, sau se transmit semnale care arată simpatia sau aversiunea. Furnicile sau albinele transmit de asemenea semnale care indică unde se află hrana. Un om poate deosebi și reține în memorie ca. o mie de mirosuri diferite. Prin civilizare omul a pierdut o parte din aceste posibilități olfactive. Omul percepe prin intermediul mirosului senzații transmise pe traiectul nervilor lobilor olfactivi din creier, unde se stabilește de exemplu gradul de simpatie nutrit pentru persoana din apropiere. Mirosul este responsabil și de reglarea apetitului fiind implicat și în mecanisme de apărare, prin intermediul lui sunt evitate de exemplu unele substanțe periculoase, nocive sănătății.